# Holcosus parvus
Holcosus parvus — вид ящірок родини теїдових (Teiidae). Мешкає в Мексиці і Центральній Америці.

## Поширення і екологія
Holcosus parvus мешкають на тихоокеанських схилах Мексики (Оахака, Чіапас), Гватемали, Сальвадору, Гондурасу, Нікарагуа і Коста-Рики. Вони живуть на узліссях тропічних лісів, в садах і на плантаціях.